# نيكولا روبرت
نيكولا روبرت (بالفرنسية: Nicolas Robert)‏ هو رسام فرنسي، ولد في 18 أبريل 1614 في لانجر في فرنسا، وتوفي في 25 مارس 1685 في باريس في فرنسا.